# 8324 Juliadeleón
(8324) Juliadeleon, denumire internațională (8324) Juliadeleón, este un asteroid din centura principală de asteroizi.

## Descriere
8324 Juliadeleón este un asteroid din centura principală de asteroizi. A fost descoperit pe 28 februarie 1981 la Siding Spring de Schelte J. Bus. Asteroidul prezintă o orbită caracterizată de o semiaxă mare de 2,32 ua, o excentricitate de 0,20 și o înclinație de 7,3° în raport cu ecliptica.